# غزوة ذي أمر

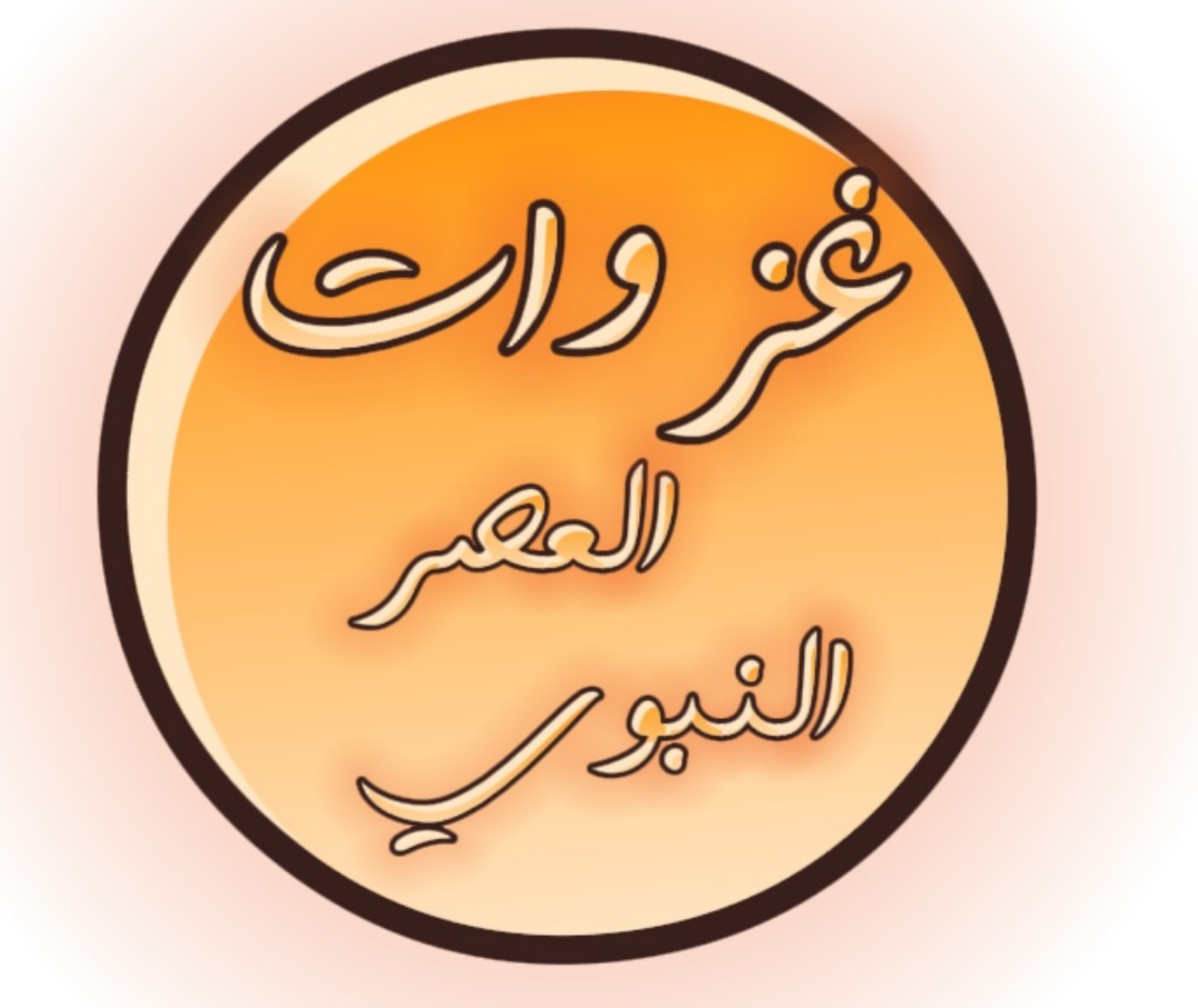
غزوات الرسول محمد

مَعرَكة ذي أَمَرَ أو غَزْوَةُ ذي أَمَرَ إحدى غزوات النبي محمد بن عبد الله حيث أقام بقية ذي الحجة سنة 3 هجرية ثم غزا نجدا ليفتح غطفان واستخلف على المدينة عثمان بن عفان فأقام بنجد صفرا من السنة الثالثة كله ثم رجع ولم يلق حرباً.
يقول المباركفوري في كتاب الرحيق المختوم:
وسببها أن استخبارات المدينة نقلت إلى رسول اللّه أن جمعاً كبيراً من بنو ثعلبة ومحارب تجمعوا، يريدون الإغارة على أطراف المدينة، فندب رسول الله المسلمين، وخرج في أربعمائة وخمسين مقاتلاً ما بين راكب وراجل، واستخلف على المدينة عثمان بن عفان .
وفي أثناء الطريق قبضوا على رجل يقال له : جُبار من بنو ثعلبة، فأدخل على رسول الله ، فدعاه إلى الإسلام فأسلم، فضمه إلى بلال، وصار دليلاً لجيش المسلمين إلى أرض العدو .
وتفرق الأعداء في رءوس الجبال حين سمعوا بقدوم جيش المدينة . أما النبي فقد وصل بجيشه إلى مكان تجمعهم، وهو الماء المسمي (بذي أمر) فأقام هناك صفراً كله ـ من سنة 3 هـ ، أو قريباً من ذلك، ليشعر الأعراب بقوة المسلمين، ويستولي عليهم الرعب والرهبة، ثم رجح إلى المدينة .